# Adamstuen

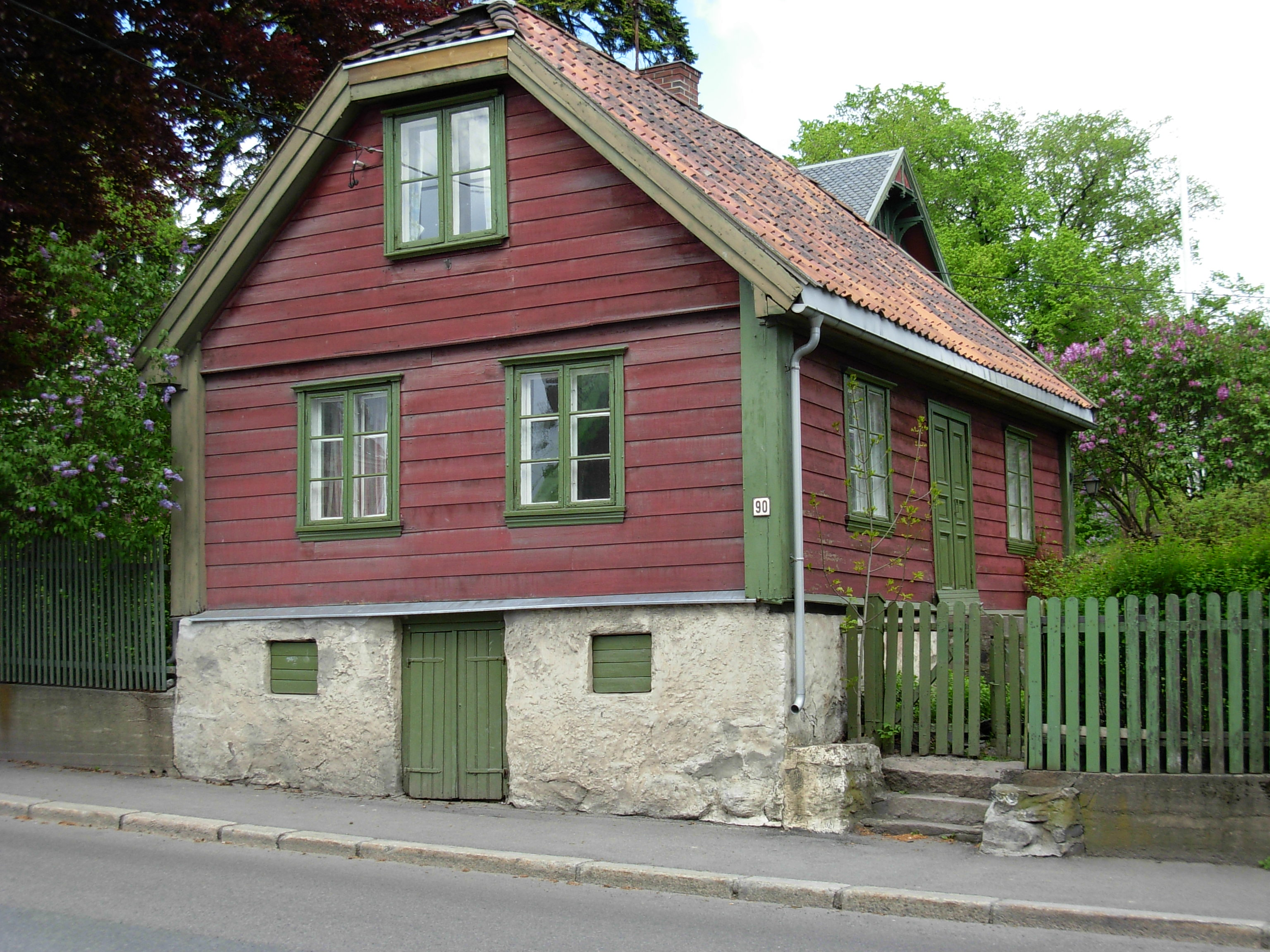
Ullevålsveien 90B.

Adamstuen är ett bostadsområde sydväst om Ullevåls universitetssjukhus i Oslo som gränsar till bostadsområdena Fagerborg, Valleløkken och Lindern. Stadsdelen tillhör St. Hanshaugen som ligger på Oslo Vest. Adamstuen har en hållplats på spårvagnslinjen Ullevål hageby-linjen.
Ursprungligen var Adamstuen-området en egendom utbruten från Store Ullevål gård, cirka 4,2 hektar, som ungefär motsvarar området mellan Ullevålsveien, Kirkeveien och Sognsveien.
Namnet kommer av köpmannen Adam R. Steen som var ägare vid sin död 1807. Egendomen tillhörde senare statsminister Emil Stang. Egendomen köptes upp av Oslo kommun 1911 för att förbättra åtkomsten till sjukhuset. Nedre Adamstuen är bevarad (Ullevålsveien 90). Detta är en timmerstuga från cirka 1840.
2008 beslutade regeringen Stoltenberg II att flytta Veterinärhögskolan från Adamstuen till Ås i Akershus. Detta beslut blev omedelbart mycket kontroversiellt, och kritiserades av både politiker och forskare.
På senare tid (2010) har det planerats att uppgradera torget vid spårvagnshållplatsen, för att bland annat uppnå högre estetisk standard.

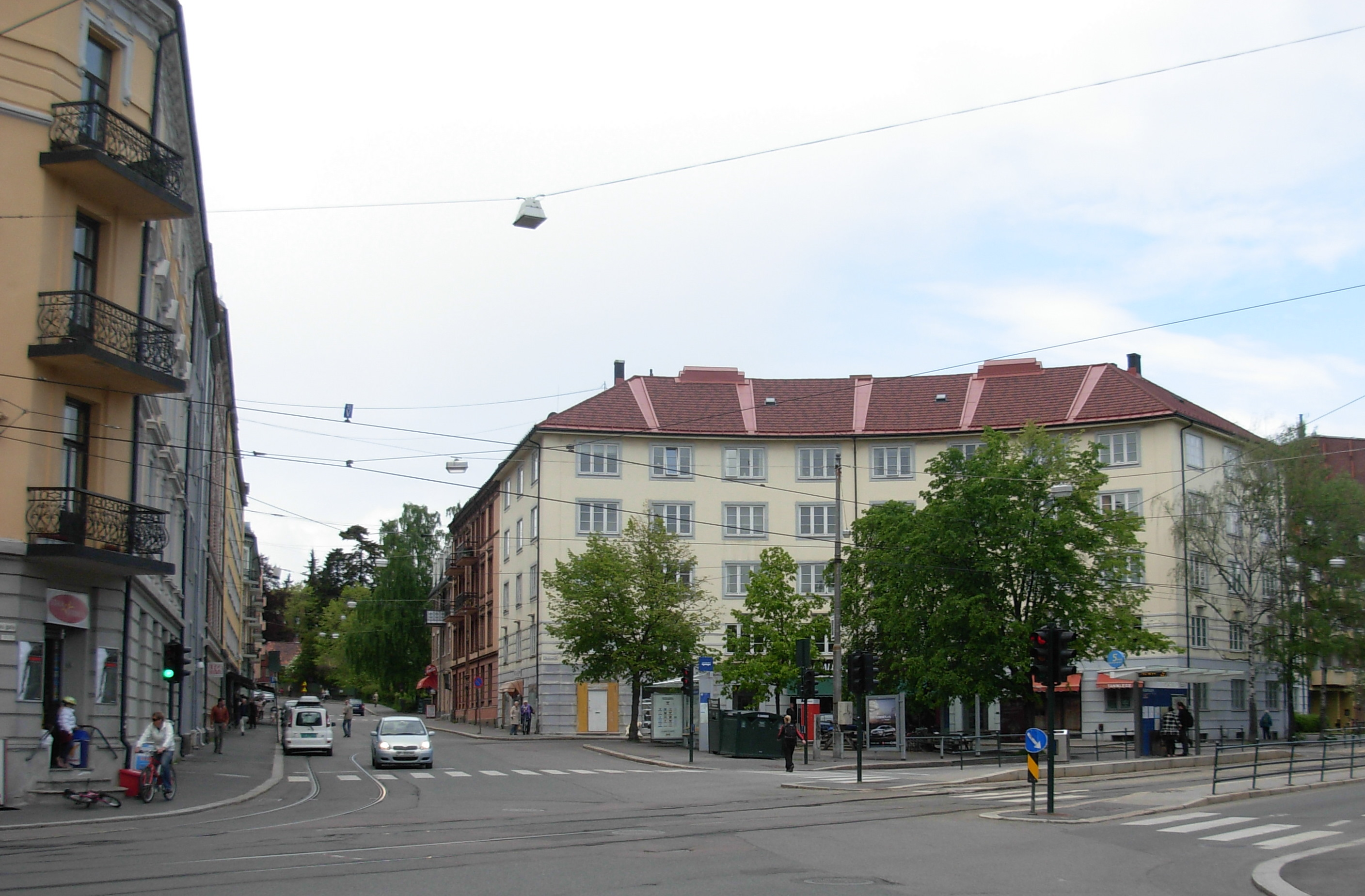
Korsningen Ullevålsveien (på bilden) / Theresesgate och Sognsveien (till höger).

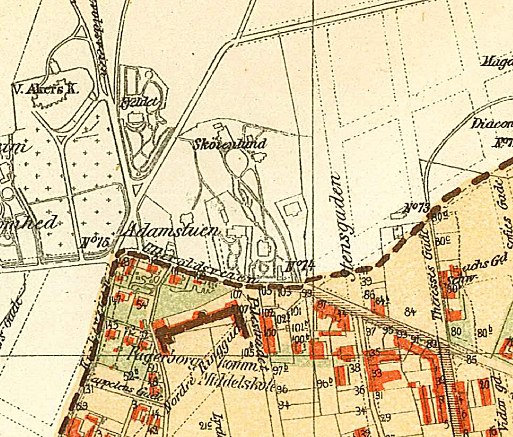
Karta över Adamstuen, 1917.